# Sol Nascente
Sol Nascente – brazylijska telenowela z 2016 roku. Wyprodukowana przez wytwórnię TV Globo.

## Obsada
| Aktor                 | Rola                                                            |
| --------------------- | --------------------------------------------------------------- |
| Bruno Gagliasso       | Mário De Angeli                                                 |
| Giovanna Antonelli    | Alice Tanaka                                                    |
| Rafael Cardoso        | Wladimir César Teixeira Correia Filho (César)                   |
| Luís Melo             | Kazuo Tanaka                                                    |
| Francisco Cuoco       | Gaetano De Angeli / Luigi Borelli                               |
| Aracy Balabanian      | Giuseppina De Angeli (Geppina) / Filomena Giunchetti            |
| Laura Cardoso         | Maria Aparecida Teixeira Correia (Dona Sinhá)                   |
| Marcello Novaes       | Vittorio De Angeli                                              |
| Cláudia Ohana         | Loretta Fragoso                                                 |
| Henri Castelli        | Rafael Martinez de Freitas Júnior (Ralf Tatoo)                  |
| Letícia Spiller       | Helena Martinez de Freitas (Lenita)                             |
| Marcelo Faria         | Felipe Robledo                                                  |
| Giovanna Lancellotti  | Milena De Angeli                                                |
| João Côrtes           | Giussepe De Angeli (Peppino)                                    |
| Miwa Yanagizawa       | Mieko Tanaka                                                    |
| Carol Nakamura        | Hiromi Tanaka (Hirô)                                            |
| Jacqueline Sato       | Yumi Tanaka                                                     |
| Paulo Chun            | Hideo Tanaka                                                    |
| Emílio Orciollo Netto | Damasceno Righi Salomão / Damasceno Giunchetti De Angeli (Dama) |
| Luma Costa            | Elisa Benatti                                                   |
| Nívea Maria           | Mirtes Calderón Texeira (Dona Mocinha)                          |
| Rafael Zulu           | João Amaro                                                      |
| Juliana Alves         | Dora de Souza                                                   |
| Marcello Melo Jr      | Tiago de Souza                                                  |
| Sylvia Bandeira       | Ana Clara Peixoto                                               |
| Renata Dominguez      | Sirlene da Silva                                                |
| Maria Joana           | Carolina Peixoto (Carol)                                        |
| Jean Pierre Noher     | Capitaine Patrick                                               |
| Tatiana Tiburcio      | Maria Francisca (Chica)                                         |
| Val Perré             | José Quirino (Quirino)                                          |
| Cinara Leal           | Vanda                                                           |
| Pablo Morais          | Nuno                                                            |
| Pâmela Tomé           | Patrícia (Paty)                                                 |
| Lucas Lucco           | Daniel                                                          |
| Márcio Kieling        | Bernardo Meirelles                                              |
| Érika Januza          | Júlia Ferreira                                                  |
| João Carlos Barroso   | Delegado Mesquita                                               |
| Flávia Guedes         | Kika                                                            |
| Ana Lima              | Paula                                                           |
| Marcello Airoldi      | Delegado Louzada                                                |
| Marko Ribeiro         | Piauí                                                           |
| Roberta Piragibe      | Nanda                                                           |
| Rick Garcia           | Pescoço                                                         |
| Felipe Mago           | Wagner Nascimento                                               |
| Lucas Sapucahy        | Cauã                                                            |